# Бондаревка (Черкасская область)
Бондаревка (укр. Бондарівка) — посёлок в Драбовском районе Черкасской области Украины.
Население по переписи 2001 года составляло 30 человек. Почтовый индекс — 19814. Телефонный код — 4738.

## Местный совет
19814, Черкасская обл., Драбовский р-н, с. Погребы, ул. Шевченка, 71